# 自由民主主义者联盟
自由民主主义者联盟 - 匈牙利自由党 （匈牙利語：Szabad Demokraták Szövetsége – a Magyar Liberális Párt，SZDSZ，自民盟 ）是一个自由主义匈牙利政党。
自民盟是欧洲自由民主联盟党和国际自由联盟成员。支持者主要是布达佩斯的中产阶级，自由主义知识分子和企业家。

## 起源和历史
自民盟起源于卡达尔统治下的民主反对派。1988年5月1日松散的自由倡议网络（Szabad Kezdeményezések Hálózata ）建立了。以此为基础，自民盟于1988年11月13日成立。其创始人包括亚诺什·基什、马尔顿·陶尔多什、加什帕尔·米克洛什·塔马什和米克洛什·哈拉斯提。
党最初提出了改变国家政治，社会和经济制度的激进纲领。在1990年第三共和国第一次自由选举中以微弱劣势败选，成为国民议会（匈牙利议会）的主要反对派。
在保守派政府在1994年匈牙利议会选举倒台后，自民盟与匈牙利社会党（匈牙利社会主义工人党的继承党）联合组阁，令许多人感到惊讶。自民盟和社会党结盟持续了14年，到2008年结束。
1998年匈牙利国会选举遭受重创时，自民盟的鼎盛时期已经结束。在2002年的议会选举中，自民盟只得到了5.5％的选票，20个议席。
在2008年5月退出社会党-自民盟联盟之前，自民盟在内阁有三位阁员。自民盟在欧洲议会也有议席。2004年欧洲议会选举自民盟获得7.7％选票和2个议席。
在2006年的议会选举中，它没有获得直选议席，只获得了6.5％的选票，从而在国会386席中获得了20个席位。（与以前的大选相比，支持率首次上升）社会党-自民盟联盟在新国会中占微弱多数。
2008年3月31日，社会党和自民盟之间各种改革相关的分歧导致联盟破裂。自民盟领导人亚诺什·科考宣布，自民盟将在2008年5月1日之前退出联盟。 这也意味着社会党将成为匈牙利民主化以来第一个少数政府 。
然而，科考被发现伪造选举代表的签名，他作为党首的合法性受到质疑。由于他仅仅以微弱优势战胜福多尔，而这些投票很可能会改变结果。于是在6月举行了新的党首选举，福多尔当选。
匈牙利第三共和国第一个自由选举产生的总统根茨·阿尔帕德是自民盟员。自民盟籍加博尔·代姆斯基1990年至2010年任布达佩斯市长，后被伊什特万·塔尔洛什取而代之。
在2009年欧洲议会选举中自民盟被选民抛弃，没有赢得席位，只得到总票数的2.16％，不到5%的门槛的一半。即使在布达佩斯这个传统的票仓也没有达到5%。选举结果公布后，党首福多尔辞职。
在2010年议会选举中，自民盟仅仅得到0.25％的选票，首次无缘国会。党部也从布达佩斯地图消失了。最终在2013年10月正式解散。

## 选举结果

### 国民议会
| 选举  | 国会      | 国会  | 国会   | 国会     | 国会 | 排名 | 政府                                 | 总理 候选人 |
| 选举  | 选票      | %     | ±pp    | 赢得议席 | +/−  | 排名 | 政府                                 | 总理 候选人 |
| ----- | --------- | ----- | ------ | -------- | ---- | ---- | ------------------------------------ | ----------- |
| 1990  | 1,050,452 | 21.4% | –      | 94 / 386 | ±0   | #2   | 反对党                               | 亚诺什·基什 |
| 1994  | 1,066,074 | 19.7% | ▼1.7   | 70 / 386 | ▼ 24 | #2   | 执政联盟 MSZP - SZDSZ                | 伊万·佩特   |
| 1998  | 353,186   | 7.88% | ▼11.82 | 24 / 386 | ▼ 46 | #4   | 反对党                               | 加博尔·昆采 |
| 2002  | 313,084   | 5.57% | ▼2.31  | 20 / 386 | ▼ 4  | #3   | 执政联盟 MSZP - SZDSZ                | 加博尔·昆采 |
| 2006  | 351,612   | 6.5%  | ▲0.93  | 20 / 386 | ━ 0  | #3   | 执政联盟 MSZP - SZDSZ （直到2008年） | 加博尔·昆采 |
| 20101 | 12,652    | 0.25% | ▼6.25  | 0 / 386  | ▼ 20 | #8   | 议会外                               | –           |

1 10名与匈牙利民主论坛的联合候选人。

### 欧洲议会
| 选举 | 欧洲议会 | 欧洲议会 | 欧洲议会 | 欧洲议会 | 欧洲议会 | 排名 | 主要候选人        | 党团 |
| 选举 | 选票     | %        | ±pp      | 赢得议席 | +/−      | 排名 | 主要候选人        | 党团 |
| ---- | -------- | -------- | -------- | -------- | -------- | ---- | ----------------- | ---- |
| 2004 | 237,908  | 7.77%    | –        | 2 / 24   | ±0       | #3   | 伊什特万·圣伊万尼 | ELDR |
| 2009 | 62,527   | 2.16%    | ▼5.61    | 0 / 22   | ▼ 2      | #6   | 伊什特万·圣伊万尼 | ALDE |

## 党的领导人
- 亚诺什·基什  –  1990年2月23日至1991年11月23日
- 彼得·特勒杰西  –  1991年11月23日至1992年11月13日
- 伊万·佩特  –  1992年11月13日至1997年4月24日
- 加博尔·昆采  –  1997年4月24日至1998年6月20日
- 巴林特·马扎尔  –  1998年6月20日至2000年12月
- 加博尔·代姆斯基  –  2000年12月至2001年6月
- 加博尔·昆采  –  2001年6月至2007年3月31日
- 亚诺什·科考  –  2007年3月31日至2008年6月7日
- 加博尔·福多尔  –  2008年6月7日至2009年7月12日
- 阿提拉·赖特凯什  –  2009年7月12日至2010年5月29日
- 维克托·绍鲍道伊  –  2010年7月16日至2013年10月30日[11]